# Filago eriosphaera
Filago eriosphaera ist eine Pflanzenart aus der Gattung der Filzkräuter (Filago) in der Familie der Korbblütler (Asteraceae).

## Merkmale
Filago eriosphaera ist ein rasig wachsender, reich verzweigter, stängelloser, einjähriger Kriech-Therophyt, der Wuchshöhen von 1 Zentimeter erreicht. Die Blätter haben ungefähr die Länge der Knäuel. Die inneren Spreublätter sind sehr dicht wollig und verdecken die einzelnen Knäuel, so dass lediglich die zurückgebogenen Grannenspitzen der Spreublätter etwas zu sehen sind.
Die Blütezeit reicht von April bis Mai.

## Vorkommen
Filago eriosphaera kommt im nordöstlichen Mittelmeerraum vor. Ihr Verbreitungsgebiet umfasst die Inseln der Ägäis, Kreta, Zypern, der Libanon und die Türkei. Die Art wächst auf trockenen Pionierstellen und Sanddünen.

## Belege
1. 1 2 3 4  Ralf Jahn, Peter Schönfelder: Exkursionsflora für Kreta. Mit Beiträgen von Alfred Mayer und Martin Scheuerer. Eugen Ulmer, Stuttgart (Hohenheim) 1995, ISBN 3-8001-3478-0, S. 306.
2. ↑  Werner Greuter (2006+): Compositae (pro parte majore). – In: W. Greuter & E. von Raab-Straube (Hrsg.): Compositae. Euro+Med Plantbase - the information resource for Euro-Mediterranean plant diversity. Datenblatt Filago eriosphaera In: Euro+Med Plantbase - the information resource for Euro-Mediterranean plant diversity.